# Jagdstaffel 33
A Jagdstaffel 33, conhecida também por Jasta 33, foi um esquadra de aeronaves da Luftstreitkräfte, o braço aéreo das forças armadas alemãs durante a Primeira Guerra Mundial. Mobilizada a 1 de Março de 1917, abateu durante a sua existência 49 aeronaves inimigas. O seu maior ás foi Emil Schäpe.

## Aeronaves
- Fokker D.VII
- Fokker DR.I